# Martin B. McKneally

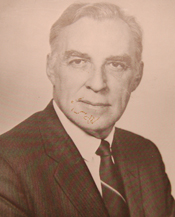
Martin B. McKneally

Martin Boswell McKneally (* 31. Dezember 1914 in Newburgh, New York; † 14. Juni 1992 ebenda) war ein US-amerikanischer Politiker. Zwischen 1969 und 1971 vertrat er den Bundesstaat New York im US-Repräsentantenhaus.

## Werdegang
Martin Boswell McKneally wurde ungefähr fünf Monate nach Ausbruch des Ersten Weltkrieges im Orange County geboren. Er besuchte die öffentlichen Schulen in Newburgh. Seinen Bachelor of Arts machte er 1936 am Holy Cross College und seinen Bachelor of Laws 1940 an der Fordham University Law School. Die Folgezeit war vom Zweiten Weltkrieg überschattet. Am 17. März 1941 trat er als Private in die US Army ein. Bei seinem Ausscheiden bekleidete er den Dienstgrad eines Majors. Danach praktizierte er als Anwalt in Newburgh und New York City. Er saß im Bildungsausschuss im Newburgh School District, wo er den Posten des Präsidenten innehatte. Zwischen 1956 und 1957 war er State Commander in der American Legion und zwischen 1959 und 1960 National Commander. Gouverneur Nelson Rockefeller berief ihn in den New York State Defense Coucil. Er war Special Counsel vom Vizegouverneur von New York Malcolm Wilson. Politisch gehörte er der Republikanischen Partei an.
Bei den Kongresswahlen des Jahres 1968 für den 91. Kongress wurde McKneally im 27. Wahlbezirk von New York in das US-Repräsentantenhaus in Washington, D.C. gewählt, wo er am 4. Januar 1969 die Nachfolge von John G. Dow antrat. Er erlitt bei seiner erneuten Kandidatur 1970 eine Niederlage und schied dann nach dem 3. Januar 1971 aus dem Kongress aus.
Nach seiner Kongresszeit lebte er bis zu seinem Tod am 14. Juni 1992 wieder in Newburgh.